# Hüda Kaya
Hüda Kaya (ur. 9 września 1960 w Stambule) – turecka polityk, deputowana do Wielkiego Zgromadzenia Narodowego Turcji z ramienia Ludowej Partii Demokratycznej.

## Życiorys
W młodości należała do skrajnie prawicowego, nacjonalistycznego ruchu Szarych Wilków, zdelegalizowanego po zamachu stanu w Turcji w 1980. Po lekturze Koranu odeszła od nacjonalizmu i stała się głęboko wierzącą muzułmanką, wyszła za mąż i urodziła czwórkę dzieci. Następnie postanowiła rozwieść się z mężem, jednak było to możliwe dopiero po długiej sprawie sądowej, sfinalizowanej w 1988. Wcześniej kobieta uciekła z dziećmi od męża i zamieszkała u przyjaciół w Malatyi. 
W 1998 zaangażowała się w protesty przeciwko zakazowi noszenia islamskich zasłon i nakryć głowy przez kobiety na terenie uniwersytetów. Opublikowała na ten temat artykuł, za co została aresztowana i skazana na rok więzienia. Po wyjściu na wolność nadal brała udział w protestach w tej sprawie, stając się razem z trzema córkami liderką demonstracji w Malatyi. W 1999 Hüda Kaya i jej córki stanęły przed sądem oskarżone o terroryzm, za co groziła im kara śmierci. Ostatecznie między 1998 a 2003spędziła w więzieniu trzy lata. W więzieniu poznała działaczki walczące o niepodległość Kurdystanu oraz działaczki lewicowe. 
Po zwolnieniu wyjechała na rok do Pakistanu, po czym zamieszkała w Stambule. W 2011 razem z synem Muhammadem Cihadem udała się w góry Kandil, by spotkać przywódców Partii Pracujących Kurdystanu. Opublikowała następnie serię artykułów poświęconych tej organizacji i jej członkom. Pod wpływem kontaktów z działaczami kurdyjskimi wstąpiła do socjaldemokratycznej, świeckiej i prokurdyjskiej Ludowej Partii Demokratycznej (HDP). Przez dwie kadencje była członkinią jej komitetu centralnego i trzykrotnie zdobywała w wyborach parlamentarnych mandat deputowanej Wielkiego Zgromadzenia Narodowego Turcji z ramienia tej partii (w czerwcu 2015, w przedterminowych wyborach jesienią 2015 oraz w 2018). 
W 2021 prokurator generalny Turcji zażądał dla niej pięcioletniego zakazu działalności politycznej. W tym samym czasie podjęte zostały działania na rzecz zdelegalizowania HDP.